# Manuel Esquivel (político)
Manuel Esquivel (Ciudad de Belice, 2 de mayo de 1940 - ibídem, 10 de febrero de 2022) fue un físico y político beliceño que ejerció como primer ministro de Belice entre 1984 y 1989, y nuevamente entre 1993 y 1998. En el intermedio entre sus dos mandatos como primer ministro fue líder de la Oposición en la Cámara de Representantes, de la que fue miembro entre 1984 y 1998 en representación del distrito de Caribbean Shores. Un destacado miembro fundador del Partido Democrático Unido (UDP), que lideró entre 1983 y 1998, Esquivel encabezó el primer gobierno ajeno al Partido Unido del Pueblo (PUP) desde el autogobierno del territorio.
Dirigente del pequeño Partido Liberal proempresarial, Fue elegido para el Consejo de la Ciudad de Belice por dos mandatos, Esquivel participó en la fundación del UDP en 1973 y fue elegido miembro del Concejo Municipal de la Ciudad de Belice por dos mandatos consecutivos, ejerciendo también como portavoz del partido entre 1976 y 1982. En las elecciones generales de 1979 enfrentó sin éxito al jefe de gobierno George Cadle Price en la circunscripción de Freetown. Tras las elecciones fue nombrado Senador por la minoría, cargo que ocupaba al momento de la independencia de Belice en 1981. En el marco de la crisis de liderazgo dentro del UDP, Esquivel contendió por su liderazgo a principios de 1983 y resultó electo. Desde allí encabezó la campaña del partido para las elecciones de 1984, las primeras posteriores a la independencia, en las cuales logró una histórica victoria y desbancó del poder al PUP después de tres décadas de hegemonía electoral. Esquivel prestó juramento como primer ministro en diciembre del mismo año.
Esquivel heredó un complejo panorama financiero luego de la firma de un acuerdo con el Fondo Monetario Internacional y una tensa situación exterior por el miedo a posibles incursiones militares por parte del gobierno de la vecina Guatemala, que reclamaba a Belice como parte de su territorio. Su gobierno implementó reformas económicas bajo el asesoramiento de expertos nacionales, como Edney Cain. Alejó a Belice del modelo de economía mixta implementado bajo el gobierno de Price para reemplazarla por una economía de libre mercado, alentando la inversión extranjera directa y fomentando la industria turística. Además de la amenaza guatemalteca y la encendida oposición del PUP, el liderazgo de Esquivel dentro del UDP (fundado por la fusión de partidos opositores al PUP) enfrentó cuestionamientos que debilitaron la cohesión interna de su administración. En un ambiente nacional polarizado y acusaciones por parte de los líderes del PUP de que el UDP estaba empleando los servicios de inteligencia del gobierno como una red de espionaje para el oficialismo, el UDP desunido perdió las elecciones de 1989 por estrecho margen, devolviendo a Price al gobierno y asumiendo Esquivel como líder de la Oposición.
Durante la década de 1990, Esquivel centró su discurso en la defensa de Belice de posibles incursiones guatemaltecas en cuanto las fuerzas militares del Reino Unido (estacionadas en el territorio desde la independencia) se retiraran. Con este afán logró una coalición electoral con la Alianza Nacional por los Derechos Beliceños (NABR) y la condujo a una ajustada victoria en 1993, volviendo al cargo de primer ministro después de un período. El segundo gobierno de Esquivel se caracterizó por un rápido deterioro de la situación económica y social en el país. Esquivel implementó severas medidas de austeridad y un aumento del 15% del impuesto al valor agregado que fueron muy impopulares, así como la suspensión de los aumentos salariales en 1995 y 1997, lo que motivó protestas. En medio de un persistente malestar social por la situación económica y una controversia por nombramientos judiciales apresurados, las elecciones de 1998 vieron al UDP sufrir la mayor derrota electoral de su historia, con el propio Esquivel perdiendo su escaño parlamentario. Esquivel renunció como líder del partido y fue sucedido por Dean Barrow.
Luego de que el UDP ganara las elecciones de 2008 y Barrow asumiera como primer ministro, Esquivel fue designado como asesor principal del gobierno (con rango ministerial) y más tarde presidente del Banco Central de Belice en 2011. Renunció a dicho cargo en 2013 y anunció su retiro de la política al año siguiente, poco antes de cumplir los 74 años. No obstante, continuó ofreciendo su opinión sobre asuntos de interés público hasta el final de su vida.. Falleció el 10 de febrero de 2022, a la edad de 81 años.